# Кудлюк, Валерий Игоревич
Валерий Игоревич Кудлюк (укр. Валерій Ігорович Кудлюк; род. 14 апреля 1968, Лановцы, Тернопольская область) — советский и украинский футболист, нападающий.

## Игровая карьера
Воспитанник Тернопольской ДЮСШ № 3. Первый тренер — А. М. Прядун. В составе «Нивы» начал выступать в 1985 году. Далее в чемпионатах СССР играл в командах «Десна» и «Подолье».
В 1990 году вернулся в Тернополь, снова играл за «Ниву».
20 апреля 1992 года в матче «Нива» — «Динамо» Киев (0:2) дебютировал в высшей лиге чемпионата Украины. Продолжил выступления в команде «Эвис», с которой завоевал серебряные медали первой лиги (1993/94) и право выступать в высшей лиге. Но в «вышке» за николаевский клуб Кудлюк дебютировал только в 1996 году, когда вернулся в команду, отчаянно боровшуюся за сохранение места в высшем дивизионе. В шести сыгранных матчах забил гол всего однажды — в ворота родной тернопольской «Нивы». Этот мяч стал последним для Кудлюка в чемпионатах Украины.